# Liste der Biografien/Pud
Liste der Biografien |
Portal Biografien |
Personensuche
# |
A |
B |
C |
D |
E |
F |
G |
H |
I |
J |
K |
L |
M |
N |
O |
P |
Q |
R |
S |
T |
U |
V |
W |
X |
Y |
Z |
?
 
Pa |
Pc |
Pe |
Pf |
Ph |
Pi |
Pj |
Pk |
Pl |
Pm |
Pn |
Po |
Pr |
Ps |
Pt |
Pu |
Pv |
Pw |
Py
 
Pua |
Pub |
Puc |
Pud |
Pue |
Puf |
Pug |
Puh |
Pui |
Puj |
Puk |
Pul |
Pum |
Pun |
Puo |
Pup |
Pur |
Pus |
Put |
Puu |
Puv |
Puy |
Puz
Die Liste der Biografien führt alle Personen auf, die in der deutschsprachigen Wikipedia einen Artikel haben. Dieses ist eine Teilliste mit 47 Einträgen von Personen, deren Namen mit den Buchstaben „Pud“ beginnt.

## Pud

### Puda
- Puda, Tomasz (* 1986), polnischer Biathlet
- Pudaite, Lal Thanzaua (1938–2008), indischer Diplomat
- Pudāns, Kaspars (* 1976), lettischer Generalmajor
- Pudar, Lana (* 2006), bosnische Schwimmerin
- Pudas, Rauli (* 1954), finnischer Leichtathlet

### Pudd
- Puddefoot, Syd (1894–1972), englischer Fußball- und Cricketspieler
- Puddicombe, Harry (1870–1953), kanadischer Musikpädagoge und Komponist
- Puddu, Jann-Piet (* 2004), deutscher Schauspieler im Fernsehen
- Puddu, Roberto (* 1987), italienischer Fußballspieler

### Pude
- Pudel, Bjarne (* 2001), deutscher Fußballspieler
- Pudel, Volker (1944–2009), deutscher Ernährungswissenschaftler und Hochschullehrer
- Pudelko, Alfred (1899–1981), deutscher Funktionär der Bündischen Jugend und nationalsozialistischer Pädagoge
- Pudelko, David (* 1996), polnischer Fußballspieler
- Pudelko, Heiner (1948–1995), deutscher Rhythm-'n'-Blues- und Rocksänger
- Pudelko, Klaus (* 1948), deutscher Fußballspieler
- Pudelski, Joachim, deutscher Fluchthelfer
- Pudens, römischer Heiliger
- Pudens, Quintus Servilius, römischer Konsul 166
- Pudentiana, christliche Jungfrau und Märtyrin
- Pudenz, Kristin (* 1993), deutsche Leichtathletin
- Pudenz, Martin (* 1948), deutscher Fotograf
- Puder, Charlotte (* 1986), deutsche Schauspielerin
- Puder, Fritz (1891–1951), deutscher Marionettenspieler
- Puder, Harry (1862–1933), preußischer Generalmajor, Kommandeur der Kaiserlichen Schutztruppe für Kamerun
- Puder, Ulf (* 1958), deutscher Maler
- Puderbaugh, David (* 1972), US-amerikanischer Chorleiter, Musikpädagoge und -wissenschaftler

### Pudg
- Pudgar, Danilo (* 1952), jugoslawischer Skispringer
- Pudgar, Drago (* 1949), jugoslawischer Skispringer

### Pudi
- Pudi, Danny (* 1979), US-amerikanischer SchauspielerDanny Pudi (* 1979)

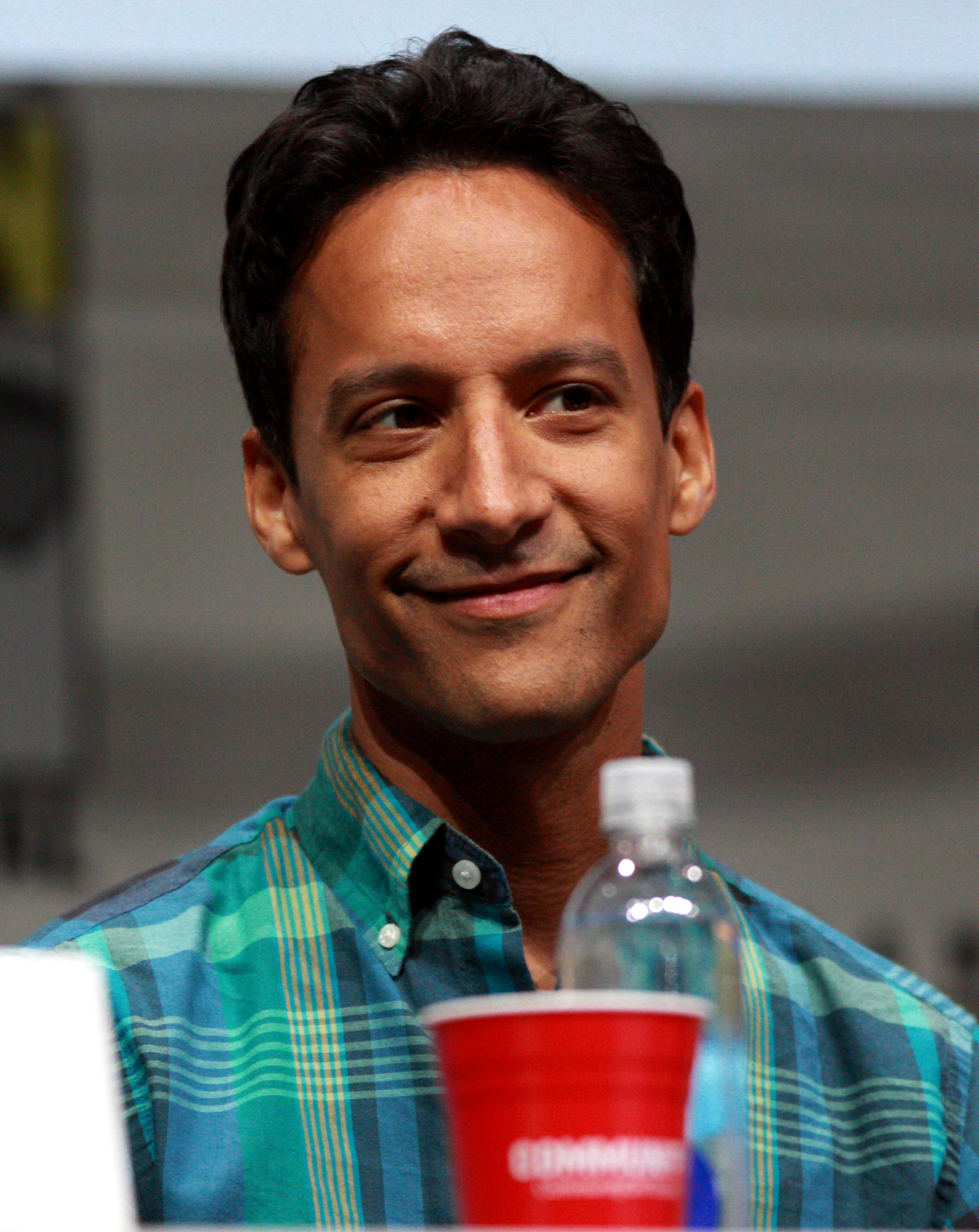
Danny Pudi (* 1979)

- Pudil, Daniel (* 1985), tschechischer Fußballspieler
- Pudill, Rainer (* 1942), deutscher Numismatiker

### Pudj
- Pudjiastuti, Susi (* 1965), indonesische Unternehmerin und Politikerin

### Pudl
- Pudler, Blanka (1929–2017), Überlebende von Auschwitz und aktive Zeitzeugin
- Pudlich, Robert (1905–1962), deutscher Grafiker, Maler, Illustrator und Bühnenbildner
- Pudlick, Mike (* 1978), US-amerikanischer Eishockeyspieler
- Pudło, Igor (* 1966), polnischer Musiker und DJ
- Pudlowski, Gilles (* 1950), französischer Journalist, Schriftsteller und Gastronomiekritiker

### Pudo
- Pudor, Friedrich (1863–1934), sächsischer Generalmajor
- Pudor, Fritz (1899–1977), deutscher Wirtschaftsjournalist und Verleger
- Pudor, Heinrich (1865–1943), deutscher Propagandist der Nacktkultur, völkisch-nationaler Publizist
- Pudor, Karl Heinrich (1777–1839), deutscher Altphilologe und Lehrer
- Pudor, Richard (1875–1950), deutscher Kaufmann, Unternehmer und Politiker (SPD, ASPD, LDPD)
- Pudowkin, Wsewolod Illarionowitsch (1893–1953), sowjetischer Filmemacher und Filmtheoretiker
- Pudowkina, Marija (* 1996), ukrainische Billardspielerin

### Puds
- Pudsey, Ralph († 1468), englischer Ritter

### Pudu
- Puduḫepa, hethitische Königin

### Pudz
- Pudzianowski, Mariusz (* 1977), polnischer StrongmanMariusz Pudzianowski (* 1977)

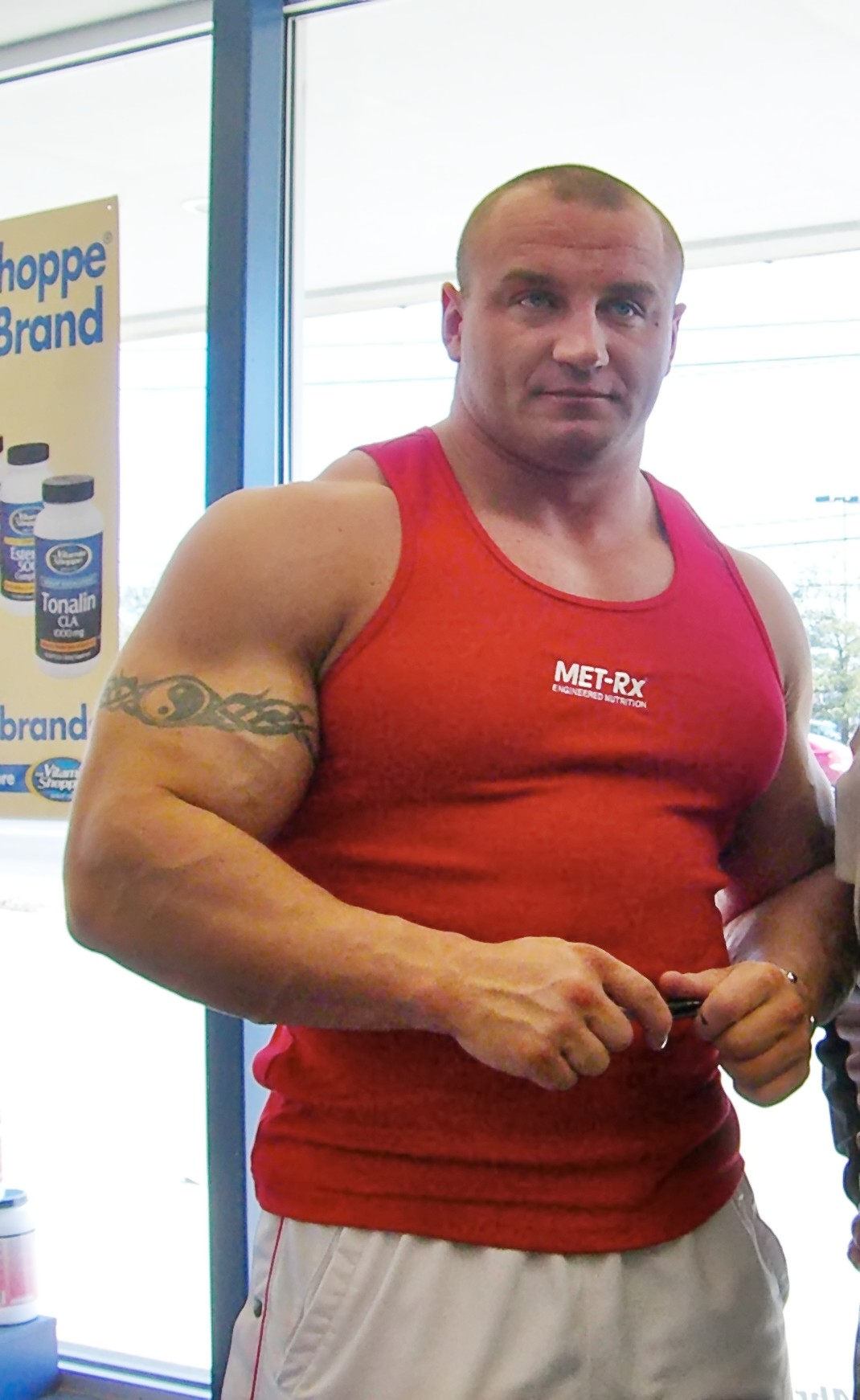
Mariusz Pudzianowski (* 1977)